# 黑斑緋鯉
黑斑緋鯉（学名：Upeneus tragula），俗名秋姑、鬚哥，為輻鰭魚綱鱸形目鬚鯛科的其中一個種。

## 分布
本魚分布於印度西太平洋區，包括東非、紅海、波斯灣、亞丁灣、馬爾地夫、葛摩、模里西斯、塞席爾群島、印度、斯里蘭卡、馬來西亞、安達曼海、泰國、菲律賓、印尼、中國南海、東海、日本、台灣、越南、新幾內亞、所羅門群島、澳洲、馬里亞納群島、馬紹爾群島、密克羅尼西亞、帛琉、諾魯、斐濟群島、東加、萬納杜等海域。
该物种的模式产地在广州。

## 深度
水深5至40公尺。

## 特徵
本魚體亮銀灰色，最明顯的特徵是自吻尖經眼到尾鰭碁有一條中等寬度的紅褐色到黑色縱帶。縱帶以上之頭部及軀幹密佈黑褐色小斑點，縱帶下半部之魚體則散布有黑褐色的斑點及較淡色的斑點。除胸鰭外之鰭條均有黑褐色斑點帶縱走。背鰭兩個。背鰭硬棘共8枚、軟條共9枚；臀鰭硬棘1枚、軟條7枚。側線鱗片數在28至33枚之間。體長可達30公分。

## 生態
本魚棲息在沿岸的沙泥底質處，屬肉食性，以甲殼類、軟體動物為食，常單獨或進十隻成群覓食。

## 經濟利用
可用鹽醃後煎食，小個體可做為觀賞魚。